# Mummer
Mummer — шестой студийный альбом британской рок-группы XTC. Альбом был выпущен 30 августа 1983 года лейблом Virgin Records. Это был первый альбом XTC, записанный после прекращения концертной деятельности в 1982 году. Название и обложка альбома отсылают к пьесе группы Mummers, в которой личности музыкантов скрыты. Рабочее название альбома рассматривалось как «Fruits Fallen From God’s Garden».
Фронтмен Энди Партридж, который в то время восстанавливался после нервного срыва, поддержал идею о том, чтобы группа стала исключительно студийным проектом, что привело к новому всплеску продуктивности. Барабанщик Терри Чемберс, предпочитавший живые выступления, с трудом адаптировался и покинул группу, записав всего два трека и би-сайд. На оставшиеся сессии его заменил Пит Фиппс.

## История
После того, как группа прекратила гастрольную деятельность в 1982 году, фронтмен Энди Партридж и его жена Марианна освободили свою бесплатную квартиру на Кингс-Хилл-роуд и переехали в дом в эдвардианском стиле в Старом городе Суиндона, в то время как басист и автор песен Колин Молдинг проводил больше времени со своей семьёй.
Партридж стал затворником, позже заявив: «Я не хотел, чтобы меня видели люди, связанные с внешним миром. Я чувствовал себя загнанным в угол, как обезьяна на шарманке. Всё, что я делал, было своего рода представлением». Партридж возобновил сеансы гипнотерапии и начал сочинять серию новых песен в своём саду, позже комментируя: «Я был в странном состоянии духа, но эти песни не могли остановиться и лились потоком».
Поток долгов после отмены американского тура группы привёл к пересмотру контракта с Virgin Records. Группа согласилась выпустить ещё шесть альбомов и сборник лучших песен, в обмен на что Virgin Records обязывалась изменить условия контракта и предоставить группе аванс для покрытия всех непогашенных долгов. Кроме того, группа договорилась взять под контроль свои финансы в будущем, при этом все деньги, причитающиеся Virgin, поступали на депозитный счёт, с которого они должны были ежемесячно выплачивать себе зарплату в размере 650 фунтов стерлингов.
Барабанщик Терри Чемберс, который теперь жил в Австралии со своей девушкой Донной и новорожденным сыном Каем, неохотно вернулся в Суиндон, чтобы подготовиться к сессиям записи нового альбома.

## Обложка
Что касается названия альбома, Партридж позже прокомментировал: «Мы хотели назвать его „Фрукты, упавшие из Божьего сада“, и я поручил Дэйву Драгону из Design Clinic нарисовать обложку, в которой вместо голов у нас были фрукты, сидящие на фоне старого загородного поместья. Но они не хотели, чтобы нас воспринимали как фрукты, а упоминание Бога в названии вызвало панику среди маркетинговых агентств». Новое название, Mummer, отсылало к артистам «Mummers» (Ряженье) в западной части Англии, которые появляются в масках, и эта концепция, по мнению Партриджа, отражала недавний уход группы из гастрольной деятельности. Последующая фотосессия, на которой группа была одета в костюмы ряженых, была отклонена Virgin, которая пожаловалась на сокрытие личностей участников. 6 мая 2022 года Ape House переиздали альбом на 200-граммовом виниле с восстановленной первоначально задуманной обложкой.

## Отзывы
| Оценки критиков               | Оценки критиков |
| Источник                      | Оценка          |
| ----------------------------- | --------------- |
| AllMusic                      | [ 9 ]           |
| Chicago Tribune               | [ 10 ]          |
| Encyclopedia of Popular Music | [ 11 ]          |
| The Great Rock Discography    | 7/10            |
| Q                             | [ 13 ]          |
| Record Mirror                 | [ 14 ]          |
| Rolling Stone                 | [ 15 ]          |
| The Rolling Stone Album Guide | [ 16 ]          |
| Smash Hits                    | 9/10            |
| The Village Voice             | B−              |

Альбом получил положительные отзывы музыкальной критики и интернет-изданий
Дж. Д. Консидайн из Rolling Stone считал, что Маммер обнаружил, что группа «сосредоточилась на укреплении, а не на загромождении своего материала», что привело к «самому доступному альбому XTC на сегодняшний день», и что его «самые впечатляющие моменты наступают, когда группа использует более стандартные приёмы написания песен или просто полагается на неприкрытое мелодичное очарование». Напротив, Роберт Кристгау из The Village Voice считал, что в альбоме группа звучит «более манерно и сухо, чем когда-либо». Он пришёл к выводу, что «эксцентричные диссонансы, портящие мелодии [Партриджа], и прерывистые скачки темпа, подрывающие его грув, вполне могут свидетельствовать о его собственном чувстве дистанции, но арт-попперы, владеющие и мелодией, и грувом, встречаются так редко, что я бы предпочёл, чтобы он нашёл другой путь».
В 1987 году Дэвид Синклер из Q высказал мнение, что альбом «выставлял напоказ моменты несущественной пасторальной причудливости» с «выступлениями, вызывающими раздражение и помпезность». В своей оценке группы в 1992 году для Chicago Tribune Грег Кот отметил, что Mummer «сочетает ритмичные любовные песни с неуклюжими социальными комментариями». В более позднем ретроспективном обзоре для AllMusic Крис Вудстра отметил, что альбом был «во многом работой эксцентричного человека, живущего в изоляции», и содержал «моменты настоящего вдохновения, что привело к появлению некоторых из лучших песен группы на сегодняшний день». Он добавил, что общее звучание создаёт «приятно единое настроение, хотя однообразие, как правило, работает против менее качественного материала».

## Список композиций
Слова и музыка всех песен — Andy Partridge, кроме указанных.
| №  | Название                       | Автор(ы)       | Длительность |
| -- | ------------------------------ | -------------- | ------------ |
| 1. | «Beating of Hearts»            |                | 4:01         |
| 2. | «Wonderland»                   | Colin Moulding | 4:43         |
| 3. | «Love on a Farmboy's Wages»    |                | 3:58         |
| 4. | «Great Fire»                   |                | 3:47         |
| 5. | «Deliver Us from the Elements» | Moulding       | 4:34         |

| №  | Название                     | Автор(ы) | Длительность |
| -- | ---------------------------- | -------- | ------------ |
| 1. | «Human Alchemy»              |          | 5:11         |
| 2. | «Ladybird»                   |          | 4:32         |
| 3. | «In Loving Memory of a Name» | Moulding | 3:16         |
| 4. | «Me and the Wind»            |          | 4:16         |
| 5. | «Funk Pop a Roll»            |          | 3:01         |

| №   | Название                           | Оригинальный релиз                                               | Длительность |
| --- | ---------------------------------- | ---------------------------------------------------------------- | ------------ |
| 11. | «Frost Circus»                     | B-side of "Great Fire" (12-дюймовый сингл)                       | 3:53         |
| 12. | «Jump»                             | B-side of "Wonderland"                                           | 4:39         |
| 13. | «Toys»                             | B-side of "Love on a Farmboy's Wages" (двойной 7-дюймовый сингл) | 4:20         |
| 14. | «Gold»                             | B-side of "Great Fire"                                           | 3:33         |
| 15. | «Procession Towards Learning Land» | B-side of "Great Fire" (12-дюймовый сингл)                       | 3:46         |
| 16. | «Desert Island»                    | B-side of "Love on a Farmboy's Wages" (двойной 7-дюймовый сингл) | 4:52         |